# Anders Andersson (skådespelare)
Anders Christian Andersson, född 25 juni 1952 i Malmö, är en svensk skådespelare.

## Filmografi
- 1980 – Bara ett barn (kortfilm)
- 1997 – Kung Lear
- 1997 – Ogifta par – en film som skiljer sig
- 2001 – Återkomsten
- 2001 – Järnvägshotellet (TV-serie)
- 2004 – Vid sjöars sumpiga stränder i inlandet
- 2005 – Asta Nilssons sällskap
- 2006 – LasseMajas detektivbyrå (TV-serie)
- 2010 – Vid Vintergatans slut (TV-serie)

## Teater

### Roller (ej komplett)
| År   | Roll       | Produktion                                | Regi            | Teater       |
| ---- | ---------- | ----------------------------------------- | --------------- | ------------ |
| 1983 | Gwynplaine | Skrattmänniskan Victor Hugo               | Lars Rudolfsson | Orionteatern |
| 1986 |            | Råttoperan Inger Rydén                    | Lars Rudolfsson | Orionteatern |
| 1988 |            | Kvinnornas Decamerone Julia Voznesenskaja | Lars Rudolfsson | Orionteatern |
| 1989 | Woyzeck    | Woyzeck Georg Büchner                     | Lars Rudolfsson | Orionteatern |